# Tamarana
Tamarana ist ein brasilianisches Munizip im Bundesstaat Paraná. Es hat 15.122 Einwohner (2022), die sich Tamaranenser nennen. Seine Fläche beträgt 472 km². Es liegt 765 Meter über dem Meeresspiegel. Die Gemeinde ist Teil der Metropolregion Londrina.

## Etymologie
Das Wort "Tamarana" kommt aus dem Tupi. Es bezeichnet eine Waffe aus Holz in Form einer Keule, die etwa einen Meter lang ist. Sein Ursprung geht auf die Sage von einer kriegerischen Indianerprinzessin zurück, die eine solche Keule benutzte.

## Geschichte

### Besiedlung
Tamarana ist die Region der Kaingang-Indianer, die noch immer ihr Land in der Reserva Indígena Apucarana im Osten des Munizips bewohnen. Sie stellen 12 % der Bevölkerung des Munizips (Volkszählung 2010).
Die Anfänge des Dorfes gehen auf das Jahr 1915 zurück, als sich der Pionier Olímpio Moraes dort niederließ und es späteren Siedlern ermöglichte, mit der Schweinezucht in der Region zu beginnen. Die Stadt wurde 1919 als Património de São Roque gegründet. Es gehörte zunächst zum Munizip Tibagi. In den 1930er Jahren erlebte die Stadt mit der Einführung des Kaffees einen Aufschwung und entwickelte sich zu einem kleinen Zentrum. Sie wurde aber bald von Londrina verdrängt, das über eine Eisenbahn verfügte. Mitte der 1960er Jahre musste die Region einen wirtschaftlichen Niedergang hinnehmen, der durch Fröste verursacht wurde. Viele der Einwohner wanderten in den Westen von Paraná, nach Londrina, Curitiba und in die Região Centro-Oeste aus. Die Krise brachte das Ende der Kaffeemonokultur und der Vorherrschaft der kleinen Familienbetriebe. Heute überwiegen große und mittelgroße Betriebe.
Anfang 1939 wurde Tamarana der neu geschaffenen Gemeinde Londrina angegliedert.

### Erhebung zum Munizip
Tamarana wurde durch das Staatsgesetz Nr. 11.224 vom 13. Dezember 1995 aus dem Munizip Londrina ausgegliedert und selbst in den Rang eines Munizips erhoben. Es wurde am 1. Januar 1997 als Munizip installiert.

## Geografie

### Fläche und Lage
Tamarana liegt auf dem Terceiro Planalto Paranaense (der Dritten oder Guarapuava-Hochebene von Paraná) auf 23° 43′ 22″ südlicher Breite und 51° 05′ 49″ westlicher Länge. Seine Fläche beträgt 424 km². Es liegt auf einer Höhe von 765 Metern.

### Vegetation
Das Biom von Tamarana ist Mata Atlântica.

### Klima
In Tamarana herrscht warmes, gemäßigtes Klima. Der Niederschlag in Tamarana ist hoch, auch in Monaten, die im Monatsvergleich eher trocken sind. Die Klimaklassifikation nach Köppen und Geiger lautet Cfa. Im Jahresdurchschnitt liegt die Temperatur bei 20,0 °C. Innerhalb eines Jahres gibt es 1629 mm Niederschlag.

### Gewässer
Der Rio Apucaraninha bildet die westliche Grenze des Munizips. Im Osten grenzt das Munizip an den Tibaji und im Süden an den Rio Apucarana.

### Straßen
Tamarana ist über die PR-445 der Rodovia do Café bei Mauá da Serra an der südlichen Munizipgrenze und mit Londrina im Norden verbunden.

### Terras Indígenas
Im Osten des Munizips liegt die Reserva Indígena Apucarana. Sie erstreckt sich zwischen dem Rio Apucarana im Südosten, dem Rio Tibaji im Osten und dem Rio Apucaraninha im Norden. Gemäß der Datenbank der indigenen Territorien des Instituto Socioambiental leben hier um die 1.750 Menschen vom Volk der Kaingang (Stand: 2014).
| Terra indígena | Völker   | Bewohner | Fläche (km²) | Bewohner pro km² | Kategorie        |
| -------------- | -------- | -------- | ------------ | ---------------- | ---------------- |
| RI Apucarana   | Kaingang | 1.752    | 56,27        | 31,1             | Reserva Indígena |

### Nachbarmunizipien
|                   | Londrina                                    |                       |
| Marilândia do Sul | Kompassrose, die auf Nachbargemeinden zeigt | São Jerônimo da Serra |
| Mauá da Serra     | Ortigueira                                  |                       |

## Stadtverwaltung
Bürgermeisterin: Luzia Suzukawa, PSDB (2021–2024)

## Demografie

### Bevölkerungsentwicklung
| Jahr | Einwohner | Stadt | Land |
| ---- | --------- | ----- | ---- |
| 2000 | 9.713     | 49 %  | 51 % |
| 2010 | 12.262    | 48 %  | 52 % |
| 2022 | 15.122    |       |      |

Quelle: IBGE (2011) und Volkszählung 2022

### Ethnische Zusammensetzung
| Gruppe *    | 2000    | 2010    | wer sich als …                                                                   |
| ----------- | ------- | ------- | -------------------------------------------------------------------------------- |
| Weiße       | 69,8 %  | 58,2 %  | weiß bezeichnet                                                                  |
| Schwarze    | 4,0 %   | 4,6 %   | schwarz bezeichnet                                                               |
| Gelbe       | 1,9 %   | 1,7 %   | von fernöstlicher Herkunft wie japanisch, chinesisch, koreanisch etc. bezeichnet |
| Braune      | 13,8 %  | 23,7 %  | braun oder als Mischung aus mehreren Gruppen bezeichnet                          |
| Indigene    | 9,9 %   | 11,8 %  | Ureinwohner oder Indio bezeichnet                                                |
| ohne Angabe | 0,6 %   | 0,0 %   |                                                                                  |
| Gesamt      | 100,0 % | 100,0 % |                                                                                  |

*) Das IBGE verwendet für Volkszählungen ausschließlich diese fünf Gruppen. Es verzichtet bewusst auf Erläuterungen. Die Zugehörigkeit wird vom Einwohner selbst festgelegt.
Quelle: IBGE (Stand: 1991, 2000 und 2010)